# Mariusz Koras
Mariusz Koras (ur. 10 listopada 1951 w Piasecznie, zm. 15 września 2017 w Betinie na wyspie Murter w Chorwacji) – polski matematyk, profesor nauk matematycznych, specjalizował się w geometrii algebraicznej, głównie w geometrii zespolonych rozmaitości afinicznych; taternik i alpinista o znacznym dorobku w Tatrach i górach typu alpejskiego.

## Matematyk
Stopień doktorski uzyskał na Uniwersytecie Warszawskim w 1981 na podstawie pracy pt. Meromorficzne działania grup reduktywnych, przygotowanej pod kierunkiem prof. Andrzeja Białynickiego-Biruli.
Habilitował się na Uniwersytecie Warszawskim w roku 2000 na podstawie dorobku naukowego i rozprawy pt. Linearyzacja działań algebraicznych grupy C*. Rozprawa oparta jest na wynikach z końca lat 90. na temat hipotezy o linearyzacji działań {\displaystyle \mathbf {C} ^{*}} na przestrzeni afinicznej.
Hipoteza o Linearyzacji mówi, że każde działanie algebraiczne {\displaystyle \mathbf {C} ^{*}} na przestrzeni afinicznej {\displaystyle \mathbf {C} ^{n}} jest w pewnych algebraicznych współrzędnych liniowe, tzn. jest postaci {\displaystyle t*(x_{1},\dots ,x_{n})=(t^{a_{1}}x_{1},t^{a_{2}}x_{2},\dots ,t^{a_{n}}x_{n}),} gdzie {\displaystyle a_{1},\dots ,a_{n}\in \mathbf {Z} } oraz {\displaystyle t\in \mathbf {C} ^{*}.}  Autorzy dokonali kluczowego kroku w kierunku jej rozwiązania w wymiarze 3. Podali listę specjalnych trójwymiarowych rozmaitości zespolonych dyfeomorficznych z {\displaystyle \mathbf {C} ^{3}} (z czasem nazywanych Rozmaitościami Korasa-Russella) i pokazali, że Hipoteza o Linearyzacji jest prawdziwa w wymiarze 3, o ile każda z tych rozmaitości jest egzotyczną przestrzenią afiniczną, tzn. że nie jest izomorficzna z {\displaystyle \mathbf {C} ^{3}} jako rozmaitość algebraiczna. Rozróżnienie zostało zrobione przez Shulima Kalimana i Leonida Makara-Limanova przy użyciu nowego niezmiennika (ML-invariant) rozmaitości afinicznej, który został wynaleziony specjalnie w tym celu. Nie wiadomo, czy któraś z rozmaitości z listy jest kontrprzykładem na hipotezę Oscara Zariskiego o skracaniu. Na przykład nie wiadomo, czy {\displaystyle R\times \mathbf {C} ^{1}\cong \mathbf {C} ^{4}} jako rozmaitości algebraiczne, gdzie R to kubika Russella {\displaystyle \{x+x^{2}y+z^{2}+t^{3}=0\},} jedna z rozmaitości Korasa-Russella.
Tytuł naukowy profesora nauk matematycznych otrzymał wiosną 2014. Był zatrudniony na stanowisku profesora nadzwyczajnego w Instytucie Matematyki Wydziału Matematyki, Informatyki i Mechaniki Uniwersytetu Warszawskiego. Członek Polskiego Towarzystwa Matematycznego.
Był współautorem serii prac dążących do opisu zanurzeń {\displaystyle \mathbf {C} ^{*}} w płaszczyznę zespoloną {\displaystyle \mathbf {C} ^{2}} z dokładnością do wyboru współrzędnych. W ostatnim czasie został współautorem dowodu znanej od lat 60. hipotezy Coolidge’a-Nagaty o tzw. prostowalności krzywych zespolonych.
Współredaktor (pozostali współredaktorzy to Daniel Daigle i Richard Ganong) i współautor książki Affine Algebraic Geometry. The Russell Festschrift, wydanej przez American Mathematical Society w 2011 (ISBN 978-0-8218-8383-9). Swoje prace publikował w takich czasopismach jak „Duke Mathematical Journal”, „Journal of Algebraic Geometry”, „Journal of Algebra”, „Transformation Groups” czy „Mathematische Annalen”. Listy ważniejszych publikacji po roku 2004 znajdują się m.in. na stronach bibliograficznych polskich, researchgate.net, a wraz z niektórymi publikacjami wcześniejszymi na scholar.google.pl.

## Alpinista
Należał do aktywnych wspinaczy środowiska warszawskiego w latach 1972–1982.
Najbardziej znanym osiągnięciem jest droga Koras-Wolf, czyli „Polak w Kosmosie” na Kotle Kazalnicy Mięguszowieckiej, wytyczona 28–29 lipca 1978 wraz z Janem Wolfem. Droga ta ma opinię nieustępliwej i „wizjonerskiej” i z czasem stała się cenionym klasykiem zimowym. Komentarz przy opisie tej drogi z przewodnika Jana Żurawskiego po Kazalnicy z 2012 roku: „Niewątpliwie najpiękniejsza droga w tym rejonie Kotła, niezwykle śmiała i wizjonerska, prawdziwe opus magnum warszawskiego zespołu. Poprowadzona głównie w skale, stromym i przewieszonym terenem. (…) Należy do najczęściej powtarzanych dróg wiodących środkiem ściany.”.
Z innych przejść M. Koras ma na koncie szybkie przejścia (np. pierwsze jednodniowe Heinricha-Chrobaka na Kazalnicy, latem 1973), pierwsze przejścia zimowe i pierwsze przejścia polskie, np. na północnej ścianie Małego Kieżmarskiego Szczytu drogi Chrudimskiej latem 1973 i kantu Weberovki w lutym 1974, a w Alpach pierwsze polskie wejścia drogą Cretiera na pd.-wsch. ścianie Mont Maudit w 1973, pd. ścianą Aiguille du Pouce w 1981, oraz takie powtórzenia jak drogi Philippa i Flamma na Civetcie (1976) w Dolomitach.
W 1979 roku kierował 13-osobową wyprawą w Himalaje Kishtwar w Indiach, w trakcie której w 6-osobowym zespole zdobył dziewiczy szczyt Tarparun (6013 m) w dolinie Nanth Nullah, drogą o trudnościach III-IV i przewyższeniu około 2300 metrów.
W 1982 uczestniczył w pierwszych polskich wejściach na granitowe iglice Bugaboo Spire (3185), Snowpatch Spire (3064) oraz Pigeon Spire (3125) w grupie Bugaboos w pasmie Purcell Mountains w Kolumbii Brytyjskiej w Kanadzie. Wykaz około 30 ważniejszych przejść znajduje się na stronie wspinanie.pl.